# Carlton Ogawa
Carlton Susumi "Carl" Ogawa, född 29 augusti 1934 i Alert Bay i British Columbia, död september 2006 i Vancouver i British Columbia, var en kanadensisk roddare.
Ogawa blev olympisk silvermedaljör i åtta med styrman vid sommarspelen 1956 i Melbourne.